# Peter 2. af Oldenborg
Peter 2. af Oldenborg (tysk: Nikolaus Friedrich Peter von Holstein-Gottorp, Großherzog von Oldenburg) (født 8. juli 1827 i Oldenburg, Storhertugdømmet Oldenborg, død 13. juni 1900 i Rastede, Landkreis Ammerland) var fra 1853 til 1900 regerende storhertug i Oldenborg.

## Forældre
Peter 2. af Oldenborg var søn af storhertug August 1. af Oldenborg (1783–1853) og prinsesse Ida af Anhalt-Bernburg-Schaumburg-Hoym (1804–1828). Peter 2. havde to ældre halvsøstre og tre yngre halvbrødre.

## Familie
Peter 2. af Oldenborg var gift med Elisabeth af Sachsen-Altenburg (1826–1896). De blev forældre til:
- Frederik August 2. af Oldenborg (1852–1931), Oldenborgs sidste regerende storhertug i 1900–1918
- Georg Ludvig af Oldenborg (1855–1939)